# Ballana letura
Ballana letura är en insektsart som beskrevs av Delong 1964. Ballana letura ingår i släktet Ballana och familjen dvärgstritar. Inga underarter finns listade i Catalogue of Life.